# Jaunpur (dystrykt)
Jaunpur – dystrykt w stanie Uttar Pradesh znajdujący się w północnych Indiach, wchodzący w skład Dywizji Waranasi.